# Plasketts stjärna
Plasketts stjärna eller HD 47129, är en spektroskopisk dubbelstjärna i den norra delen av stjärnbilden Enhörningen som också har variabelbeteckningen V640 Monocerotis. Den har en kombinerad skenbar magnitud av ca 6,06 och är mycket svagt synlig för blotta ögat där ljusföroreningar ej förekommer. Baserat på parallaxmätning inom Hipparcosuppdraget på ca 0,740 mas, beräknas den befinna sig på ett avstånd på ca 5 245 ljusår (ca 1 608 parsek) från solen. Den rör sig bort från solen med en heliocentrisk radialhastighet på ca 25 km/s.

## Nomenklatur och historik
Stjärnan har fått sitt namn efter John Stanley Plaskett, den kanadensiska astronomen som 1922 upptäckte dess natur av dubbelstjärna. Plaskett fick hjälp i sina observationer av sin son, Harry Hemley Plaskett. 

## Egenskaper
Primärstjärnan Plasketts stjärna A är en blå superjättestjärna av spektralklass O8 I. Den har en massa som är ca 54 solmassor, en radie som är ca 14 solradier och har ca 224 000 gånger solens utstrålning av energi från dess fotosfär vid en effektiv temperatur av ca 33 500 K.
Följeslagaren Plasketts stjärna B är en blå till gul jättestjärna av spektralklass O7.5 III med snabb rotation och en projicerad rotationshastighet på 300 km/s, vilket ger den en uttalad ekvatorial utbuktning. Den har en massa som är ca 56 solmassor, en radie som är ca 11 solradier och har ca 123 000 gånger solens utstrålning av energi från dess fotosfär vid en effektiv temperatur av ca 33 000 K. Omloppstiden för paret är 14,39625 ± 0,00095 dygn.
Plasketts stjärna är en av de mest massiva kända dubbelstjärnorna, med en sammanlagd massa på cirka hundra gånger solens. Den ansågs länge vara det mest massiva kända dubbelstjärnan, men data som samlats in mellan 1996 och 2005 visar att Eta Carinae, som tidigare ansågs vara en massiv enskild stjärna, är ett dubbelstjärna. Den har en massa på 130 – 180 solmassor.

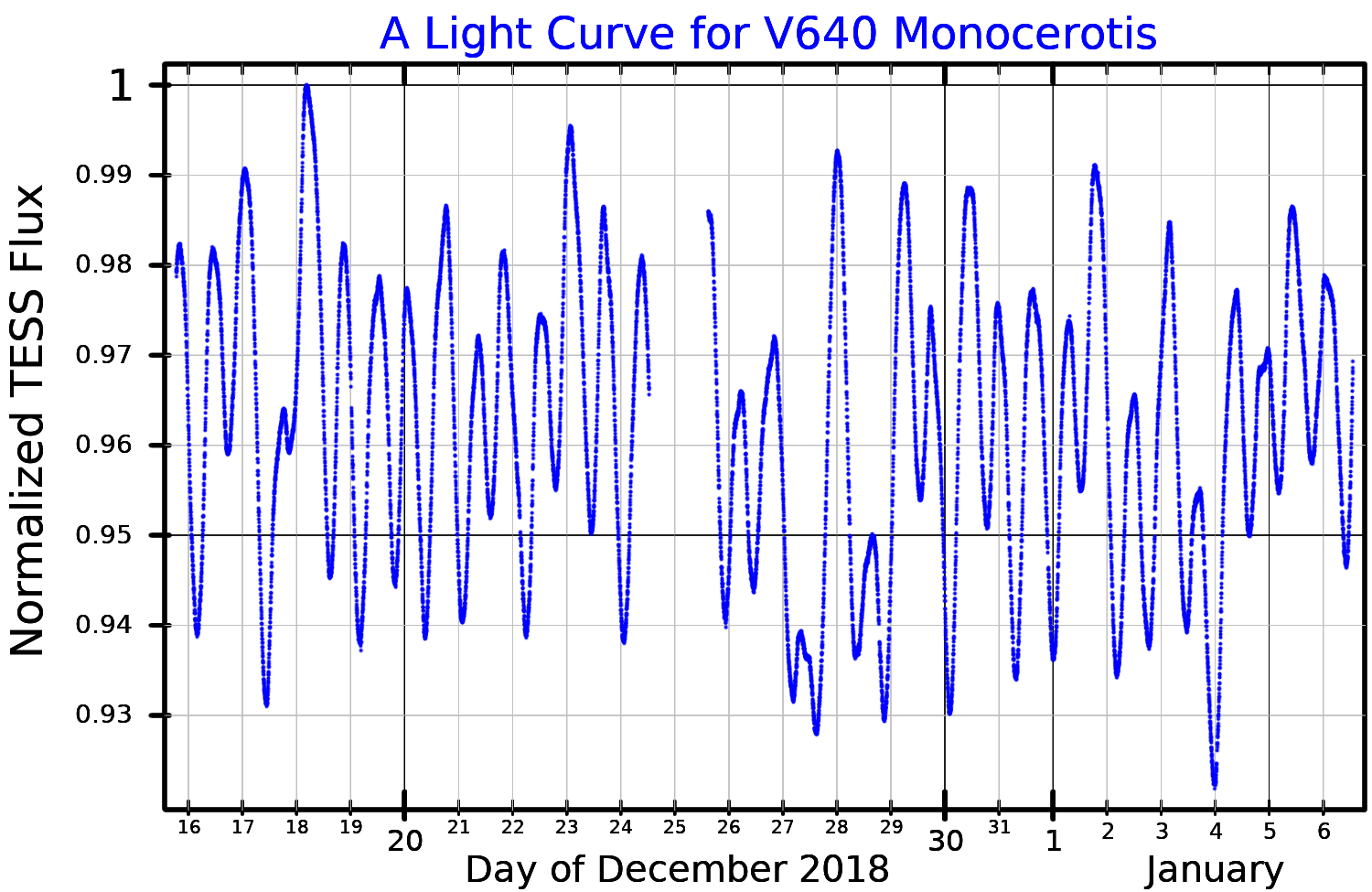
En ljuskurna för V640 Monocerotis, plottad från TESS data

Luminositeten varierar oregelbundet från 6,0 till 6,1 i en tidsskala på några timmar, vilket tros bero på många faktorer såsom omloppsbanan, heta fläckar i de kolliderande vindarna och granulering. Luminositeten för varje komponent är mycket lägre än förväntat för deras spektraltyper. Det har föreslagits att stjärnan kan vara dubbelt så långt borta som antagits och inte medlem i Monoceros OB2-föreningen, och varje komponent skulle vara ungefär fyra gånger så ljusstark som för närvarande beräknats. Massorna som beräknats utifrån den binära banan är också något högre än förväntat utifrån spektraltyperna, men med stor osäkerhet på grund av antaganden om banans lutning.